# Галогетон скучений
Галогетон скучений (лат. Halogéton glomerátus) — трав'яниста рослина, вид роду Галогетон підродини Лободові (Chenopodioideae). Типовий вид роду.
Спочатку поширена на півдні Центральної Євразії, у XX столітті рослина була завезена до Північної Америки, де стала агресивним інвазивним видом.

## Ботанічний опис

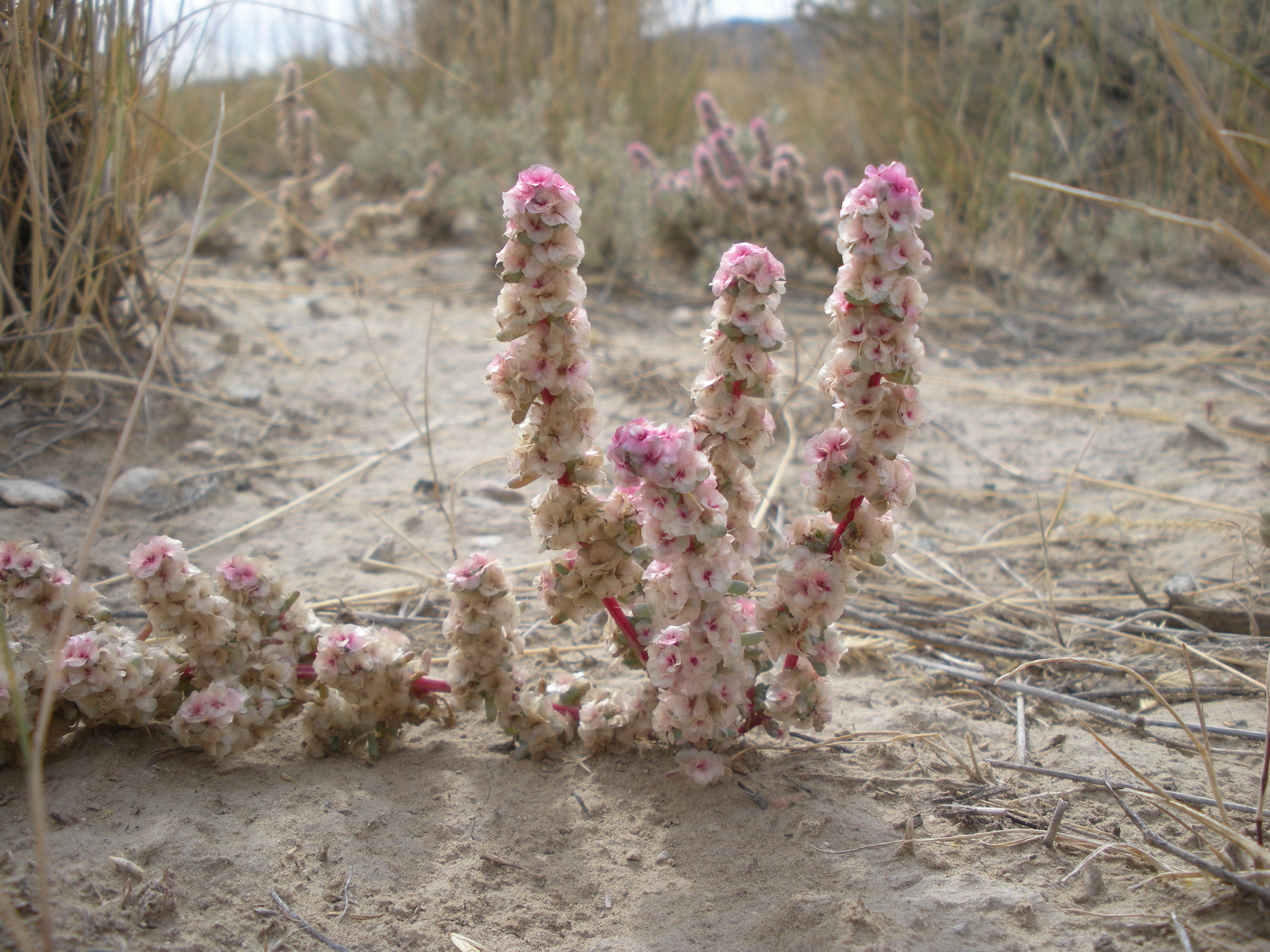
Плодоносна рослина

Однорічна трав'яниста рослина з однією основною з чотирма розчепіреними в сторони бічними стеблами, з віком сильно гіллястими, до 40(60) см заввишки, зеленими, потім червоніючими.
Листя сиве, голе, лінійне, 3—12(22) мм завдовжки, почергово розташоване вздовж стебел, м'ясисте, в основі напівстебло об'ємне. На тупому кінці листа є довга тонка щетинка, яка з часом опадає. У пазухах листя крім коротких гілочок є пучки білих волосків.
Суцвіття — клубочки, зібрані по три в пазухах листя. Дві бічні клубочки про 2—3 обох статей, а середня — одноквіткова, маточкова. Приквітки яйцеподібні. Оцвітина плівчаста, напівпрозора, п'ятидольчаста, листочки його з однією середньою жилкою, яйцеподібні, з нігтиком 2—3 мм завдовжки і віялоподібною пластинкою 2—4 мм шириною. Квітка серединного клубочка розвивається раніше за бічні, листочки його оцвітини дрібні, позбавлені пластинки. Тичинки зазвичай у числі п'яти, їх нитки зростаються у два пучки.
Плоди округлі або широкоеліптичні, покриті плівчастим оплоднем. Насіння вертикальне, у бічних квіток чорнувате, 0,5—1 мм завдовжки, у серединної квітки коричневе, 1—2 мм завдовжки. Одна рослина може утворювати понад сто тисяч насінин. Чорне насіння опадає в кінці осені і проростає в наступний же сезон після дозрівання, а коричневе насіння опадає з рослини взимку, може зберігатися в ґрунті протягом десяти і більше років.
Отруйна для худоби рослина, що у 1940-х і 1950-х роках завдавала істотних збитків у США внаслідок загибелі овець. У 1952 році Конгресом США було видано «Галогетоновий акт», що наказує виявляти наявність галогетону на пасовищах, досліджувати його токсичні властивості, а також розробляти методи контролю та знищення рослини.

## Розповсюдження
Природний ареал рослини — від південного сходу Європейської частини Росії до Монголії та Північно—Західного Китаю.
У Північній Америці вперше відзначено 1934 року в Неваді. До 1980-х років зайняло в США площу 45 тисяч квадратних кілометрів.
Зустрічається у пустельних та солонцюватих степах, на солончаках. Типовий галофіт.

## Таксономія

### Синоніми
- Anabasis glomerata M.Bieb., 1808 basionym
- Salsola glomerata (M.Bieb.) Stephan ex Moq., 1849, nom. inval., in syn.